# Wyrm
Wyrm (1987) (titlu original Wyrms) este un roman science fiction al scriitorului american Orson Scott Card, care tratează problema dorințelor, a înțelepciunii și a liberului arbitru. Card descrie o versiune a unui suflet tripartit similar celui din Republica lui Platon.

## Intriga
Protagonista cărții este Patience, o adolescentă de treisprezece ani, singura fiică a regelui de drept, heptarhul. Tatăl ei, Peace, a ales să fie sclav al uzurpatorului Oruc, slujindu-l ca un diplomat și asasin credincios. Deși crede sincer că regele Oruc este "cel mai bun heptarh la care am putea spera acum", Peace are grijă ca Patience să învețe lucrurile de care va avea nevoie ca viitor heptarh, cu ajutorul lecțiilor dure ale tutorelui ei, Angel. De mică, Patience vorbește fluent multe limbi, s-a antrenat în diplomație și tehnici de asasinat și a învățat să fie mereu pregătită.
La treisprezece ani, Patience află despre o veche profeție care susține că ea - ca fiind de șapte ori și încă de șapte ori a șaptea fiică a Căpitanului Navei - este menită să îl nască pe Kristos, cel care va aduce sau salvarea, sau distrugerea veșnică a lumii. În jurul legendei Căpitanului Navei și a descendenților lui s-a format o întreagă religie, mii de oameni (Vigilenții) fiind pregătiți să o ajute pe Patience să își ia înapoi Heptarhia și să împlinească profeția.
Temându-se că Patience sau Peace îi pot amenința domnia, regele Oruc îi ține sub supraveghere strictă, permițând ca doar unul dintre ei să poată părăsi castelul la un moment dat. Când Peace se îmbolnăvește, eșafodajul construit de rege se prăbușește. Înainte de a muri, Peace își extrage din umăr un glob de cristal, despre care spune că este "sceptrul heptarhilor Imakulatei [...] Să nu lași niciodată vreun gebling să afle că îl ai."
Imediat ce Peace moare, regele Oruk trimite un asasin după Patience. Ea scapă de el fără dificultate și părăsește castelul, nu înainte de a vizita capul tatălui ei, păstrat în Sala Sclavilor alături de capetele celor mai înțelepți oameni, ținute în viață prin intermediul unor viermi. Știind că aceste capete pot fi forțate să spună doar adevărul, Patience își forțează tatăl să îi divulge cele mai ascunse secrete. Peace îi dezvăluie că, de la nașterea ei, s-a luptat cu dorința puternică de a o duce la Cranwater, casa geblingilor.  "Chemarea din Cranning," cum este cunoscută, i-a determinat pe cei mai mari înțelepți ai lumii să călătorească la Cranwater, fără a mai fi văzuți vreodată. Peace spune că sursa Chemării este Unwyrm, care vrea să o aducă pe Patience în bârlogul său.
Odată plecată din castel, Patience simte Chemarea din Cranning și se hotărăște să meargă în Cranwater și să îl înfrunte pe Unwyrm. Deși Chemarea devine tot mai puternică și mai stringentă, ea alege să meargă urmând propria cale, sfidând puterea lui Unwyrm. Însoțită de Angel și de o femeie a râului, Sken, Patience îi întâlnește pe Ruin și Reck, doi geblingi gemeni, frate și soră, care sunt regii geblingilor. Toată viața lor, Ruin și Reck au fost ținuți departe de Cranwater de către Unwyrm, dar Chemarea din Cranning care o învăluie pe Patience anulează repulsia care îi respinge și le permite să călătorească alături de ea. Lor li se alătură și Will, sclavul uman puternic și tăcut al lui Reck.
În drumul lor, se opresc la o casă pe care scrie simplu RĂSPUNSURI. Proprietara, o dwelfă pe nume Heffiji, le prezintă istoria ciudatei genealogii de pe Imakulata, a cărei fiecare plantă și animal derivă dintr-o singură specie de origine: o insectă neagră, segmentată, un wyrm.  Heffiji le explică și că sceptrul primit de Patience de la tatăl ei este piatra minții regelui geblingilor, furată de heptarh cu 300 de generații în urmă. Implantată chirurgical, ea îi transferă gazdei amintirile proprietarilor anteriori, absorbindu-i în același timp propriile amintiri. Ruin - un chirurg îndemânatic - acceptă să implanteze cristalul în creierul lui Patience.
Timp de 40 de zile, Patience se află într-o stare vecină cu nebunia, procesând mințile heptarhilor anteriori și mințile străine ale regilor geblingi. Ea retrăiește momentul în care Căpitanul Navei se împerechează cu Wyrm în bârlogul acesteia, care avea să devină ulterior Cranwater. Wyrm dă naștere geblingilor, dwelfilor și gaunților, precum și unei creaturi gigantice, Unwyrm. Patience înțelege că această Chemare din Cranning vrea să o aducă acolo pentru a se împerechea cu Unwyrm, impregnând-o cu Kristos, o rasă umană superioară. Această specie îmbunătățită va reuși să depășească oamenii, dwelfii, geblingii și gaunți produși de prima împerechere dintre Wyrm și Căpitanul Navei, devenind în cele din urmă forma de viață dominantă de pe Imakulata.
Deși atracția ei față de Unwyrm crește, Patience știe că trebuie să îl ucidă, în caz contrar lumea fiind condamnată. Ea le explică aceste lucruri însoțitorilor în timp ce își continuă călătoria, sperând că vor reuși să îl ucidă pe Unwyrm înainte ca acesta să își pună în aplicare planurile întunecate. După o serie de aventuri, ei reușesc să îl ucidă pe Unwyrm, iar Patience își ia locul de heptarh, unind toate speciile planetei sub sceptrul păcii.

## Universul ficțional dinWyrm
Acțiunea din Wyrm se petrece pe Imakulata, o planetă din viitorul îndepărtat colonizată de oameni cu mii de ani înainte de începutul cărții. Minereurile de fier necesare producerii metalelor rezistente este rar pe Imakulata, fiind distruse de Căpitanul Navei - primul om care a pus piciorul pe noua lume - în timp ce nava sa se afla pe orbită.
Codul genetic al speciilor Imakulatei e maleabil, prezentând modificări evoluționiste uriașe în decursul câtorva generații.

## Specii

### Geblingii
Numiți "goblini" de către oameni, geblingii sunt o specie inteligentă ai cărei membri pot comunica telepatic și au o capacitate de regenerare aproape perfectă. Din punct de vedere fizic, ei seamănă cu niște oameni îmblăniți cu limbi lungi, bifurcate și se nasc mereu sub formă de gemeni. Creierele lor conțin un gold de cristal, piatra minții, care stochează amintirile și gândurile importante. Copii mănâncă pietrele minților părinților lor, absorbindu-le astfel amintirile.

## Dwelfii
Mai mici decât geblingii, cu capete disproporționat de mici, dwelfii au o memorie pe termen scurt foarte slabă și nivelul intelectual al unui copil.

### Gaunții
Gaunții seamănă cu niște oameni mlădioși și frumoși. Nu au voință proprie, ci răspund telepatic la dorințele celor din jur, încercând să îndeplinească dorința cea mai puternică. Din acest motiv, deseori sunt angajați pe post de prostituate.

## Comparație cu alte opere
La fel ca multe alte opere ale lui Card, aceasta este o metaforă. Ea wtudiază, printre altele, dorințele carnale și pericolul care rezultă din cedarea în fața lor.
Narațiunea prezintă similarități cu alte cărți ale lui Orson Scott Card. Acțiunea din A Planet Called Treason are loc tot pe o planetă fără minereu de fier. Copilul Patience devine un mântuitor, la fel ca Andrew Wiggin din Jocul lui Ender, Alvin Maker din The Tales of Alvin Maker și Lanik Mueller din A Planet Called Treason. Organismul indigen semi-conștient care se poate modifica Unwyrm amintește de Descolada din Vorbitor în numele morților.